# Maxinge
Maxinge Center är ett shoppingcenter i Sviby i Jomala kommun på Åland. Det ligger ungefär 2 km norr om Mariehamn vid landskapsväg 2 nära kommungränsen. I april 2013 öppnades det nya centret, som är en byggnad på 15 000 kvadratmeter. Där finns både etablerade butikskedjor och mindre lokala butiker.

## Historik
Maxinge är en ny byggnad som har byggts ihop med butiken Sparhallen. Sparhallen grundades av Max och Ingalis Sirén år 1981 i gamla Edoverken i Strandnäs. Då bestod sortimentet av non food och torra livsmedel. 1985 utvidgades verksamheten, Sparhallen flyttade till nybyggda lokaler på egen mark i Sviby. År 1998 öppnade Sparhallen en fullständig färskvaruavdelning.
År 2003 byggdes byggnaden ut med nästan 2 000 kvadratmeter. Sparhallens strategi bygger på att inköp görs direkt från tillverkare eller importör, rabatter eller kredit tillämpas inte, med andra ord skall det vara fasta priser för alla.
2013, tio år efter den förra tillbyggnaden, öppnade Ålands första köpcentrum, Maxinge Center. Den nya handelsplatsen är en fortsättning på den entreprenörssatsning som Max och Ingalis Sirén inledde i början av 1980-talet.